# Christian Navarro
Pour les articles homonymes, voir Navarro (homonymie).
Christian Navarro, né le 21 août 1991 à New York aux États-Unis, est un acteur américain.
Il est surtout connu pour son rôle de Tony Padilla dans la série télévisée américaine, 13 Reasons Why.

## Biographie
Il naît et grandit dans le Bronx à New York aux États-Unis. Il a des ascendants portoricains,.

## Carrière
En 2016, il rejoint le temps de quatre épisodes la série Vinyl, produite par Martin Scorsese, Mick Jagger, Rich Cohen et Terence Winter.
En 2017, il rejoint le casting principal de la série télévisée américaine de Netflix, 13 Reasons Why, dans le rôle de Tony Padilla. La série est produite notamment par Selena Gomez et diffusée depuis le 31 mars 2017 sur Netflix,,.

## Filmographie

### Cinéma

#### Longs métrages
- 2005 : Le Jour des morts vivants 2 : Contagium (Day of the Dead 2: Contagium) de Ana Clavell et James Glenn Dudelson : un infecté
- 2009 : Run It de Evangelos et George Giovanis : John White
- 2017 : Bushwick de Jonathan Milott et Cary Murnion : Eduardo
- 2018 : Les faussaires de Manhattan de Marielle Heller : Kurt
- 2022 : La Proie du diable (The Devil's Light) de Daniel Stamm : père Dante

### Télévision

#### Séries télévisées
- 2007 : New York, section criminelle : Paco Mendoza (saison 7, épisode 10)
- 2014 : Taxi Brooklyn : Waiter Bobby (saison 1, épisode 9)
- 2014 : The Affair : Jed (saison 1, épisode 8)
- 2015 : Rosewood : Carlos Gomez (saison 1, épisode1)
- 2016 : Vinyl : Jorge (4 épisodes)
- 2016 : The Tick : Sidekick (saison 1, épisode 8)
- 2017-2020 : 13 Reasons Why : Tony Padilla (rôle principal)
- 2022 : New York, unité spéciale : Carlos Guzmán (saison 23, épisode 11)

## Distinctions
Sauf indication contraire, les informations mentionnées dans cette section peuvent être confirmées par la base de données cinématographiques IMDb,  présente dans la section « Liens externes ».
Nomination
- 2018 : Imagen Awards : Meilleur acteur de télévision dans 13 Reasons Why